# Miossens-Lanusse
 Miossens-Lanusse  ist eine französische Gemeinde mit 281 Einwohnern (Stand 1. Januar 2022) im Département Pyrénées-Atlantiques in der Region Nouvelle-Aquitaine (vor 2016: Aquitanien). Sie gehört zum Arrondissement Pau und zum Kanton Terres des Luys et Coteaux du Vic-Bilh (bis 2015: Thèze). Miossens-Lanusse entstand 1841 aus der Zusammenlegung der Gemeinden Miossens und Lanusse.
Nachbargemeinden von Miossens-Lanusse sind Claracq und Lalonquette im Norden, Thèze im Nordwesten, Carrère im Osten, Auriac im Westen, Sévignacq im Südosten und Lasclaveries im Süden.

## Bevölkerungsentwicklung
| Jahr      | 1962 | 1968 | 1975 | 1982 | 1990 | 1999 | 2007 | 2022 |
| Einwohner | 194  | 176  | 166  | 175  | 183  | 184  | 185  | 281  |

## Sehenswürdigkeiten
- Ruinen einer Festung aus dem 11. Jahrhundert
- Kirche Saint-Martin in Miossens (teilweise 11. Jahrhundert)
- Kirche Saint-Vincent in Lanusse (16. Jahrhundert)